# Дислокация мозга
Дислокация мозга — смещение одних структур мозга относительно других.

## Патогенез
Головной мозг не занимает весь объем черепной коробки. Между ним и паутинной оболочкой находится подпаутинное пространство. В некоторых отделах оно расширяется и образует так называемые подпаутинные цистерны.
При повышении давления в определённом отделе мозга и черепной коробки (появление области дистензии) происходят процессы смещения частей головного мозга в пределах субарахноидального пространства. Таким образом при различных по этиологии острых патологических процессах в дислокационных синдромах участвуют одни и те же анатомические структуры со стереотипным клиническим проявлением. Иными словами, клиническая картина острого дислокационного синдрома не зависит от этиологии процесса. Разница же в клиническом проявлении у разных больных зависит от темпа его развития, локализации и объёма.
Дело в том, что дислокационные синдромы по существу являются внутренними грыжами мозга, то есть впячивание его отделов в отверстия и щели, образованные костями и твёрдой мозговой оболочкой. Различают 3 степени дислокации мозга: выпячивание, вклинение и ущемление. Существуют боковые и аксиальные (по оси ствола) дислокации мозга.
Проводя параллель с грыжами, следует вспомнить, что резкое нарушение жизнедеятельности больного возникает не от факта существования грыжи, а от её ущемления. Ущемление представляет выпячивание, которое сопровождается прекращением кровотока за счёт сдавления сосудов.

## Виды дислокационных синдромов
В большинстве медицинской литературы описывается 4 вида дислокационных синдромов (1-4), которые имеют наибольшее значение в клинической практике, так как могут сопровождаться значительным ухудшением состояния больного. При этом в Большой медицинской энциклопедии выделяют 8 дислокационных синдромов. В некоторых источниках также описывают наружную дислокацию (номер 9), которая представляет собой выбухание отделов мозга через травматический дефект черепа.
1. Смещение полушарий мозга под серповидный отросток
2. Височно-тенториальное смещение
3. Мозжечково-тенториальное смещение
4. Смещение миндалин мозжечка в foramen magnum затылочной кости
5. Смещение моста мозга через отверстие намёта мозжечка
6. Заполнение средних и боковых цистерн моста
7. Смещение заднего отдела мозолистого тела в дорсальном направлении в одноимённую цистерну
8. Смещение извилин лобной доли в цистерну перекрёста
9. Наружная дислокация мозга

### Смещение полушарий мозга подсерповидный отросток
При сдавлении мозга с одной стороны острым объёмным процессом, при повышении ликворного давления в одном боковом желудочке вследствие острой окклюзионной гидроцефалии развивается разница давления ликвора между правым и левым боковыми желудочками. При этом создаются условия для дислокации полушария большого мозга в поперечном направлении в щель между серпом большого мозга и мозолистым телом. Вклиненный участок, в основном, это поясная извилина и примыкающие к ней участки. Таким образом поясная извилина заполняет цистерну мозолистого тела. Выбухающая в противоположную сторону поясная извилина смещает передние мозговые артерии, прижимая их к серповидному отростку. Боковой и третий желудочек деформируются. Перифокальный отёк может генерализоваться вследствие замедления кровообращения, в результате сдавления артерий и вен. Всё это приводит к недостаточному поступлению в мозговую ткань питательных веществ и кислорода, что приводит к развитию ещё большего отёка-набухания мозга и к ещё большей дислокации. Эти процессы могут привести к блокированию ликворооттока. Продуцирующийся в боковых желудочках ликвор, не имея путей оттока, создаёт область дистензии в супратенториальном пространстве с развитием височно-тенториального вклинения, что ведёт к сдавливанию среднего мозга.

### Височно-тенториальное и мозжечково-тенториальное вклинение
Эти 2 дислокационных синдрома можно объединить из-за общности поражаемых структур и соответственно развивающейся клиники. Они различаются по месту расположения (суб- или супратенториально) области дистензии. Височно-тенториальное вклинение представляет собой выпячивание в тенториальное отверстие (щель Биша) участка височной доли мозга и прежде всего медиальных участков гиппокамповой извилины, отчасти переднего отдела язычной извилины и перешейка сводчатой извилины. Вклиниваясь между свободным краем мозжечкового намёта и оральными отделами ствола мозга, участок височной доли может занимать по отношению к стволу различные положения: переднее — при расположении впереди ствола; передне-боковые — при расположении кпереди от ствола и вдоль его переднего квадранта, заднебоковое, заднее. Вклинение участков мозга в тенториальное отверстие может возникнуть не только со стороны больших полушарий мозга, но и в обратном направлении, то есть со стороны задней черепной ямки. В таких случаях участок мозжечка выпячивается между свободным краем мозжечкового намёта и четверохолмием. Это вклинение называется мозжечково-тенториальным. Оно возникает при патологических процессах в задней черепной ямке. Возникновение височно-тенториального и мозжечково-тенториального вклинений неизбежно сопряжены со смещением ствола в противоположную сторону, что зависит от размеров и особенностей вклинения.

Сдавливается ипсилатеральный глазодвигательный нерв — зрачок после кратковременного миоза расширяется.
Латеральное смещение гомолатеральной парагиппокампальной извилины заставляет средний мозг перемещаться через среднюю линию по направлению к противоположному краю мозжечкового намёта. Это небольшое изменение конфигурации среднего мозга может снизить уровень сознания больного и вызвать целенаправленное возбуждение.
В конечном итоге бледный шар, внутренняя капсула и зрительный бугор на гомолатеральной стороне перемещаются в каудальном направлении, и парагиппокампальная извилина выпячивается за край мозжечкового намёта в субтенториальное пространство. Сосковидные тела вклиниваются в суженную межножковую яму. В этих условиях средний мозг испытывает интенсивное давление, что вызывает развитие комы. Средний мозг может оказаться прижатым к противоположному краю намёта мозжечка так сильно, что повреждаются нисходящие двигательные волокна в сдавленной ножке мозга. Обусловленная данным видом вклинения гемиплегия не контрлатеральна, а гомолатеральна по отношению к объёмному процессу — синдром ножки мозга Керногана. За счёт сдавливания возникают геморрагии в нижневисочных и затылочных областях головного мозга, среднем мозге, что часто может приводить к необратимым последствиям и смерти больного

### Вклинение миндалин мозжечка в большое затылочное отверстие
Миндалины мозжечка, смещаясь в большое затылочное отверстие, подчас достигают уровня второго шейного позвонка. Вклиниваясь между каудальной частью продолговатого мозга, примыкающей частью спинного мозга и затылочно-шейным кольцом, они плотно охватывают и сдавливают с дорсальной поверхности эту часть ствола.
При этом возникают расстройства мозгового кровообращения, неизбежно приводящие к гипоксии и к ещё большему усилению отёка-набухания головного мозга. Таким образом замыкается порочный круг, который приводит к прогрессированию сдавления ствола мозга, что приводит к нарушению функции заложенных в них витальных центров кровообращения и дыхания и как следствие к смерти больного.

### Смещение моста мозга через отверстие намёта мозжечка
Варолиев мост смещается в оральном направлении в межножковую цистерну.

### Заполнение средней и боковых цистерн моста
Возникает в результате прижатия моста мозга к скату основания черепа.

### Смещение заднего отдела мозолистого тела в дорсальном направлении в одноимённую цистерну
Возникает при закрытой гидроцефалии мозга, которая может возникать и при вышеперечисленных дислокационных синдромах. За счёт повышенного давления в желудочках происходит смещение мозолистого тела в одноимённую цистерну. Свободный край серпа образует зарубку на мозолистом теле. Так как этот дислокационный синдром возникает уже на фоне глубоких нарушений жизнедеятельности организма его редко описывают в литературе посвящённой данной проблеме.

## Нарушения ликвороциркуляции
Дислокации мозга опасны не только развитием нарушения мозгового кровообращения. Также происходит смещение и сдавление ликворосодержащих пространств как в целом, так и отдельных их частей, в частности водопровода мозга, IV желудочка и др. Сдавление приводит к нарушению ликвороциркуляции. Нормальное состояние ликворопроводящих путей нарушается вследствие сужения их на уровне тенториального отверстия или большого затылочного отверстия, что приводит к развитию гидроцефалии. Естественно, что при нарушении оттока ликвора из желудочков происходит возникновение градиента давлений между желудочками и спинальным мешком. Это разница давлений приводит к ещё большим смещениям ствола мозга в каудальном направлении, к развитию новых дислокационных синдромов.

## Клиника
Параллельно с очаговыми неврологическими нарушениями, связанными с острым патологическим очагом, при дислокации развиваются и общемозговые явления, обусловленные нарастающей внутричерепной гипертензией. Клиническая картина дислокационного синдрома и поражения мозгового ствола может развиваться на фоне локальных проявлений основного острого патологического процесса. И только на самых поздних стадиях заболевания, при развитии глубокой или запредельной комы, клинические проявления основного острого патологического процесса могут не наблюдаться и выявляются только тяжёлое двустороннее поражение мозгового ствола и другие общемозговые патологические признаки.
При дислокации полушарий большого мозга под серп большого мозга клинически в первую очередь выступают симптомы нарушения высшей нервной деятельности и психических процессов. Клинически в первую очередь (если сознание больного сохранено) появляются нарушения психики, иногда с галлюцинациями или делириоподобными состояниями. Часто возникает психомоторное возбуждение, которое может быть как при сохранённом, так и при утраченном сознании. В дальнейшем появляется адинамия, акинезия, возникает онейроидное состояние. Грозным симптомом при таком виде вклинения являются эпилептиформные судороги (вследствие вовлечения в процесс поясной извилины). Обычно их возникновение сопровождается или предшествует углублению нарушения сознания, вплоть до комы.
При височно-тенториальном и мозжечково-тенториальном вклинениях появляются глазодвигательные нарушения (горизонтальный, ротаторный, вертикальный нистагм, разностояние глазных яблок, симптом Гертвига-Мажанди, частичный или полный парез взора вверх или в стороны или полная неподвижность глазных яблок, ослабление или отсутствие реакции зрачков на свет и др.). Одностороння пирамидная недостаточность, возникшая при остром объёмном процессе (синдром ножки мозга Керногана), переходит в двустороннюю. Данный факт указывает на вовлечение в патологический процесс и второй ножки мозга. Клиника этих видов дислокаций зависит от того, артерии к каким областям мозга передавлены в тенториальном отверстии.
Компрессия сосудов, идущих к базальным ганглиям экстрапирамидной системы, приводит к нарушению регуляции мышечного тонуса сначала в виде повышения тонуса разгибателей, появления симптомов зубчатого колеса. Затем развивается горметония, мышечная ригидность и как следствие мышечная атония — свидетельство разобщения среднего мозга с вышележащими отделами. Диэнцефальные расстройства выявляются в виде тахикардии, которая сменяет брадикардию. На ЭКГ регистрируются различные формы аритмии, инфарктоподобная ишемия и прочие нарушения, которые имеют функциональный характер, вторичный по отношению к церебральной патологии и бесследно проходят при ликвидации острого периода. Возникает также тахипноэ, гипертермия, у ряда больных до 39-40°С, гиперемия и сальность кожных покровов и др. Сознание больных угнетено, вплоть до комы различной степени выраженности.
Смещение миндалин мозжечка в большое затылочное отверстие клинически протекает наиболее тяжело. При этом страдают жизненно важные центры и в первую очередь центры дыхания и кровообращения. Возникают нарушения дыхания центрального генеза разной степени, что зависит от темпа развития, степени и длительности вклинения. Эти нарушения выявляются в тахипноэ (в начале процесса), которая затем перерастает в более глубокие формы патологии, вплоть до дыхания Чейна — Стокса, Биота, терминальных типов и апноэ. Параллельно с нарушением дыхания нарастает и глубина нарушения сознания, развиваются анаболические расстройства. Грубо нарушается глотание, снижается или исчезает глоточный рефлекс — развивается бульбарный синдром. Снижается сосудистый тонус. Развивается артериальная гипотензия.

## Диагностика
Методы диагностики:
- Эхоэнцефалография — определяет степень смещения срединных структур в ту или другую сторону. При этом следует учитывать, что по данным Эхо-ЭГ можно предполагать только боковую (смещение полушарий мозга под серповидный отросток), так как по её данным невозможно диагностировать аксиальную дислокацию мозга.
- Ангиография
- Компьютерная томография
- Магнитно-резонансная томография

Люмбальная пункция категорически противопоказана даже при подозрении на дислокацию мозга, так как снижение ликворного давления в субарахноидальном пространстве спинного мозга при наличии области повышенного внутричерепного давления может запустить процессы вклинения и привести к смерти больного. Ещё в 1938 г. был описан случай, когда в диагностических целях производилась люмбальная пункция, которая закончилась летальным исходом непосредственно на столе.

## Лечение
Первым и непременным условием лечения дислокации является устранение вызвавшей её причины.
К нехирургическим мероприятиям, применяемым при дислокационных синдромах, относятся:
- барбитуровый наркоз
- умеренная гипотермия
- периодическая глубокая гипервентиляция
- глюкокортикоиды

Операцией по жизненным показаниям при развитии отёка мозга и процессов, которые приводят к дислокации одних участков мозга по отношению к другим, является декомпрессивная трепанация черепа. Для удаления патологического очага производят широкую (минимум 5-6 х 6-7 см) трепанацию черепа, которая не обязательно должна быть резекционной, но обязательно — декомпрессивной. При височно-тенториальном вклинении трепанацию производят в височно-теменной области как можно ниже. При двусторонней симптоматике декомпрессивную трепанацию производят с обеих сторон. После удаления патологического очага твёрдую мозговую оболочку не зашивают.
Также для снижения внутричерепного давления и соответственно снижения риска развития жизнеугрожающих процессов вклинения проводится дренирование желудочковой системы. Пунктируют передний или задний рог из стандартных точек (Кохера или Денди). Эффект от пункции желудочков мозга сильнее, если дренирование произведено на более ранних этапах вклинения. При боковом смещении желудочков попасть в смещенный и поджатый желудочек мозга непросто. Пункция же гидроцефального желудочка на противоположной очагу стороне («здоровой») при остающемся патологическом очаге чревата увеличением дислокации и нарастанием витальных нарушений.